# Vistabella (Zaragoza)
Vistabella, también conocido como Vistabella de Huerva, es un municipio español de la provincia de Zaragoza perteneciente a la comarca de Campo de Cariñena, Aragón. Se encuentra situada en la vega del río Huerva, al suroeste de la ciudad de Zaragoza. Sus hogares, pequeñas casas pegadas unas a otras, configuran sus calles y sus barrios, como "Las Casas Altas", "Las Casas Bajas", "Las Cuatro Esquinas" o "El Barrio el Curto", entre otros.

## Geografía
Su altitud es de 745 metros y los cabezos y picos que delimitan el valle, como el "Cabezo Cara", el "Pico del Buitre", "La Martucha" y otros, alcanzan los 1000 metros. En una explanada serena encontramos la ermita de Santa Quiteria; Se trata de un edificio encalado, de factura popular, con tejado a dos aguas rematado por una sencilla espadaña metálica que alberga la campana. Desde allí, podemos contemplar una estupenda panorámica de Vistabella y del entorno que la rodea.
En las proximidades, en el río Huerva, se ubica el azud de la Umbría, pequeña cascada con una poza, y la fuente de la Canaleta, cerca del cauce del río. De camino a Tosos, siguiendo el curso del Huerva, encontramos las llamadas Hoces del Huerva, a lo largo de unos veinte kilómetros. Es un espacio natural de acceso dificultoso que forma parte de la Red Natura 2000, como Zona de especial protección para las aves (ZEPA), denominada "Río Huerva y las Planas", y Lugar de importancia comunitaria (LIC) "Alto Huerva y Sierra de Herrera".
Cerca de Vistabella podemos visitar las poblaciones de Aladrén, Paniza y Cariñena, en la misma comarca. Mientras que en los territorios colindantes sobresalen localidades como la ciudad de Daroca, en la comarca del mismo nombre, con un interesantísimo patrimonio. Además, destacan importantes conjuntos naturales, como la reserva ornitológica de "El Planerón" y el refugio de fauna silvestre de La Lomaza, ambos en Campo de Belchite o la Laguna de Gallocanta, en el Campo de Daroca.

## Demografía
Vistabella cuenta con una población de 51 habitantes (INE 2024).
| Gráfica de evolución demográfica de Vistabella entre 1842 y 2021                                                    |
| |
| Población de derecho según los censos de población del INE Población de hecho según los censos de población del INE |

## Administración y política
| Periodo   | Nombre                       | Partido | Partido                                            |
| --------- | ---------------------------- | ------- | -------------------------------------------------- |
| 1979-1983 | Joaquín Serrano Andreu       |         | Unión de Centro Democrático (UCD)                  |
| 1983-2011 | Joaquín Serrano Andreu       |         | Partido Aragonés (PAR)                             |
| 2011-2019 | María Ángeles Serrano Andrés |         | Partido Aragonés (PAR)                             |
| 2019-2023 | Juan José Gasca Orós         |         | Partido Aragonés (PAR)                             |
| 2023-2027 | Juan José Gasca Orós         |         | Partido de los Socialistas de Aragón (PSOE-Aragón) |

| Partido político    | Partido político                                   | 2003   | 2007   | 2011   | 2015   | 2019   | 2023   |
| Partido político    | Partido político                                   | Ediles | Ediles | Ediles | Ediles | Ediles | Ediles |
|                     | Partido de los Socialistas de Aragón (PSOE-Aragón) | 0      | 0      | 0      | 0      | 0      | 1      |
|                     | Partido Popular de Aragón (PP)                     | 0      | 0      | 0      | 0      | 0      | 0      |
|                     | Partido Aragonés (PAR)                             | 1      | 1      | 1      | 1      | 1      | —      |
|                     | Chunta Aragonesista (CHA)                          | —      | 0      | 0      | 0      | —      | —      |
| Total de concejales | Total de concejales                                | 1      | 1      | 1      | 1      | 1      | 1      |

## Cultura

### Patrimonio
En el núcleo urbano se levanta la iglesia parroquial de San Miguel. En origen era un templo del siglo XVI y estilo mudéjar, del que permanecen algunos vestigios en los muros del edificio actual. La fachada principal se encuentra encalada y consta de un arco de medio punto construido en ladrillo a través del cual se accede al interior. Allí, sobresale el retablo mayor dedicado a San Miguel, fechado en el siglo XVII, de decoración sobria pero hermosa. La torre, también de ladrillo, presenta dos cuerpos: el inferior es de planta cuadrada y el superior hexadecagonal, conformando un prisma de dieciséis lados en el que se disponen entre paredes de ladrillo ocho estrechos arcos.

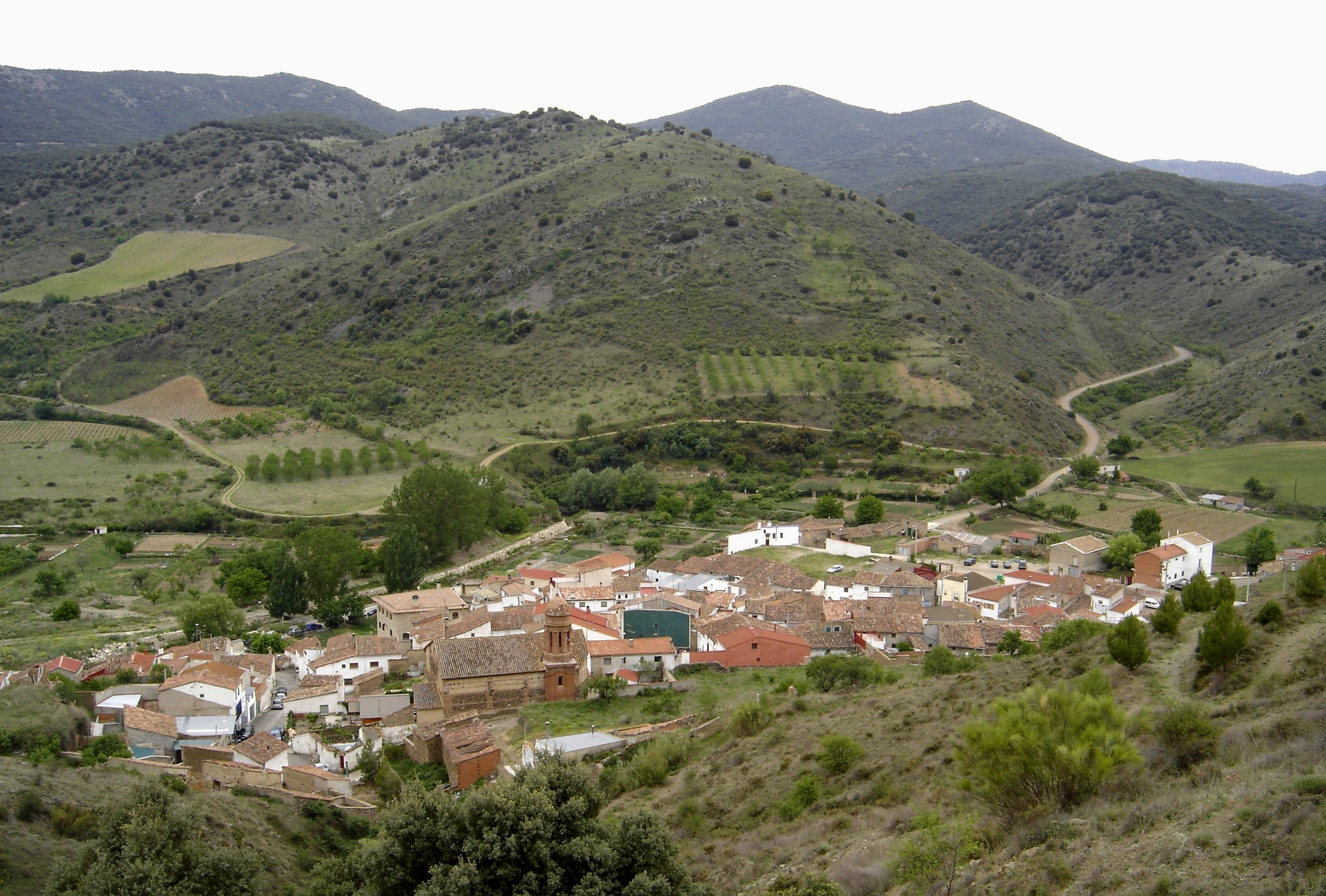
Entorno de la localidad
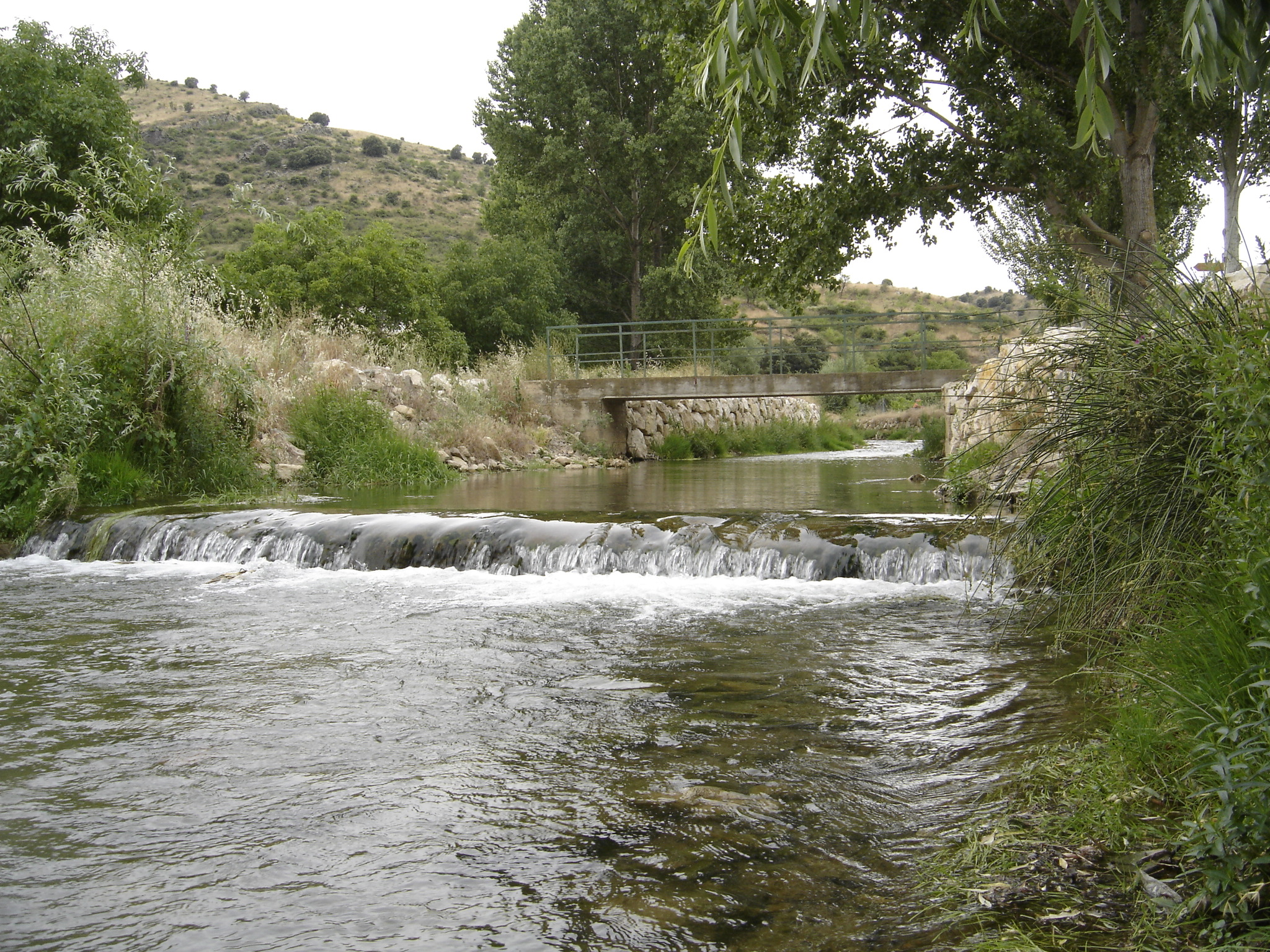
El río Huerva en Vistabella
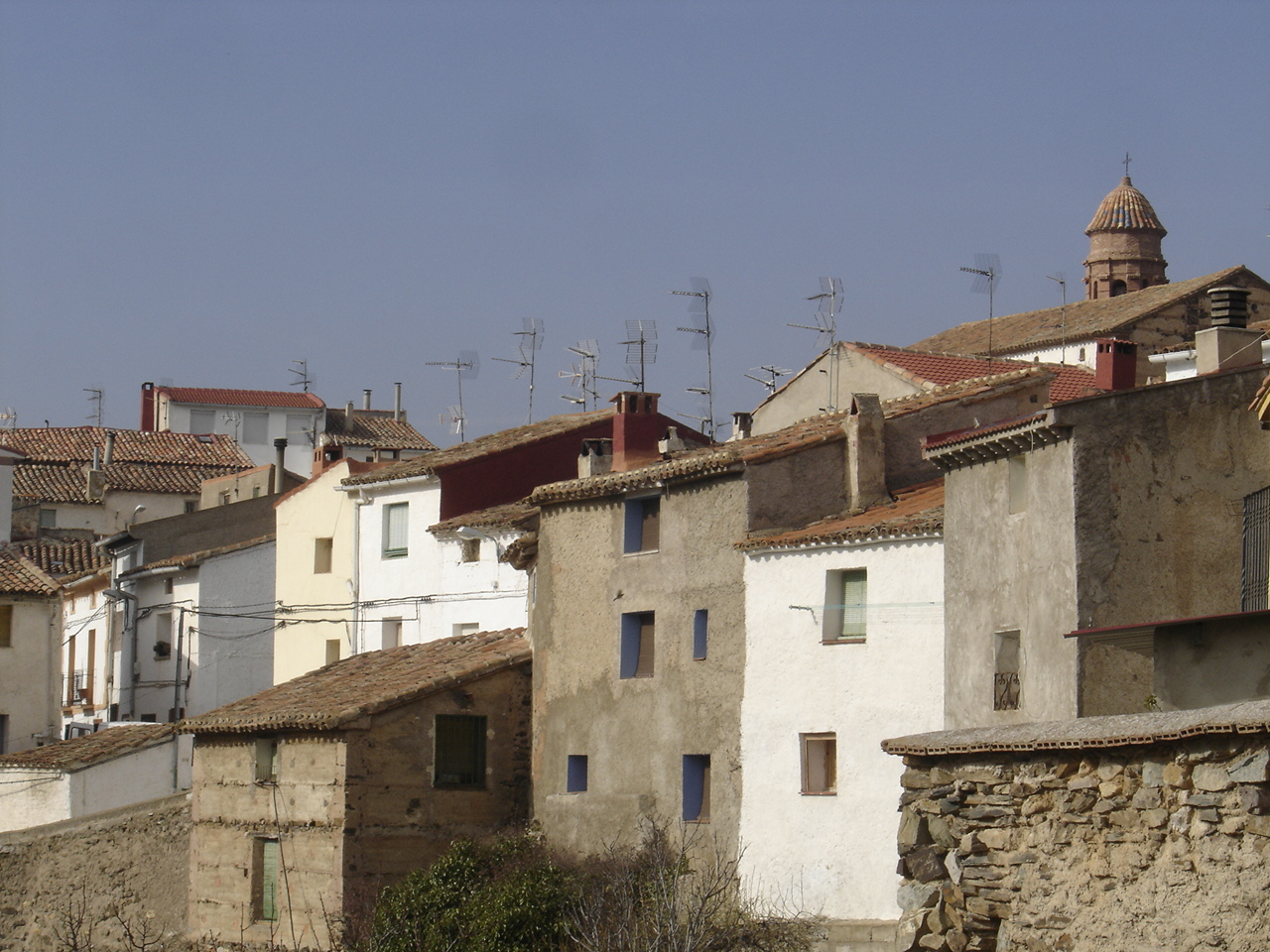
Vista del pueblo
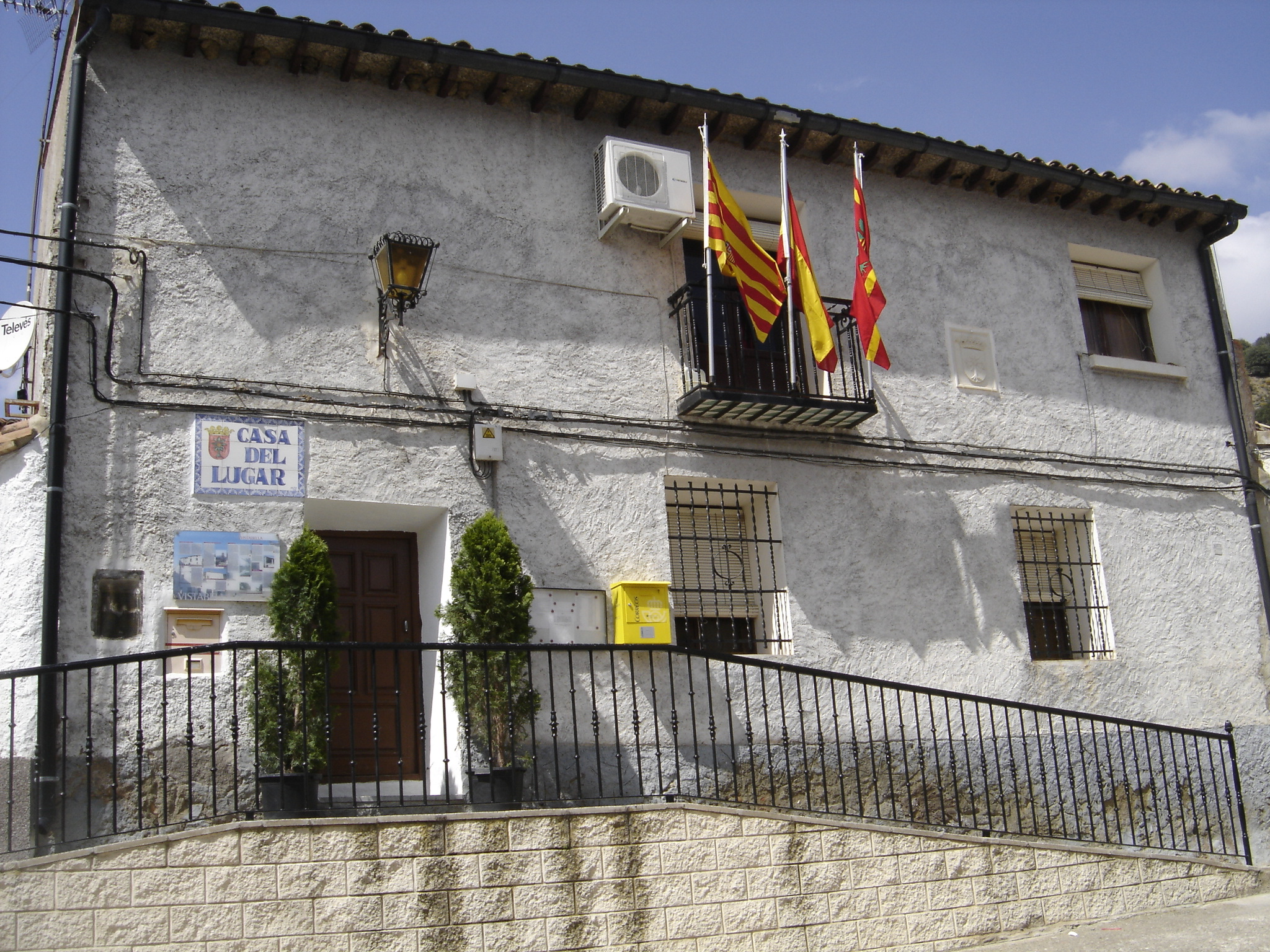
Casa del Lugar
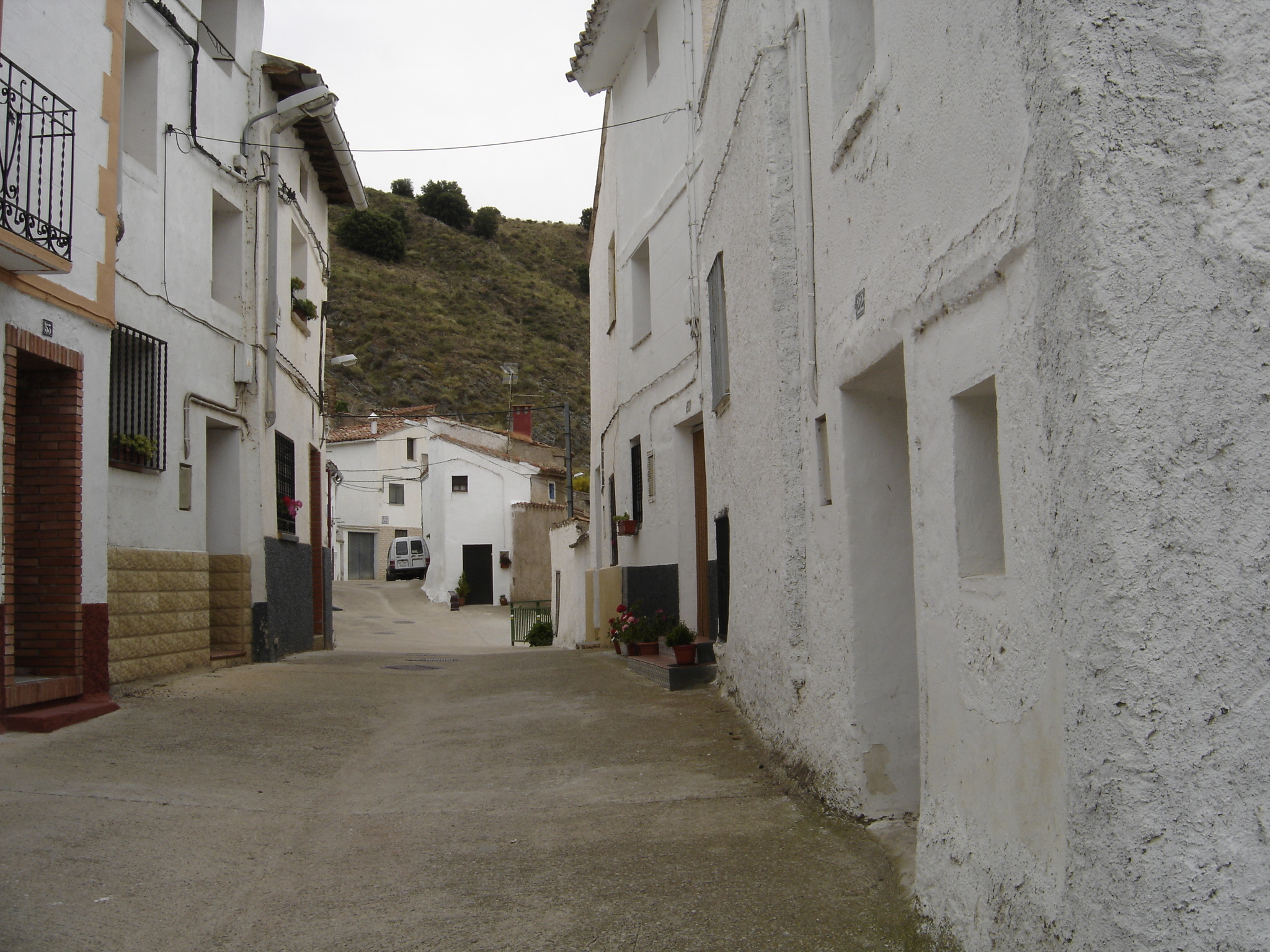
Las Casas Bajas

### Fiestas
- El 22 de mayo se celebran las fiestas en honor de Santa Quiteria, con una romería a la ermita de la santa.
- El tercer fin de semana de agosto se celebran las fiestas de agosto; siempre comienzan en la noche del jueves, cuando tras la lectura del pregón y la ronda con la charanga por todas las peñas, se preparan migas sobre la 1:30 de la madrugada. Otros actos destacados de las fiestas son las tradicionales carreras el viernes por la tarde, los bailes en la plaza cada noche o el concurso de disfraces del domingo, tras el cual tiene lugar la recena con jamón, en torno a las 2:00 de la madrugada.
- El día 29 de septiembre son las fiestas mayores en honor de San Miguel Arcángel, día en el que se celebra el Rosario General por la tarde.